# SOMPOレッズ
SOMPOレッズは、2025年現在関東社会人リーグ1部に所属する損害保険ジャパンのラグビーチーム。

## 概要
- ホームグラウンドは茨城県守谷市にある[2]。

## リーグ戦戦績
- 2012-2013 関東社会人リーグ2部Bグループ 3位
- 2013-2014 関東社会人リーグ2部Bグループ 6位、入替戦：勝利、関東社会人リーグ2部残留
- 2014-2015 関東社会人リーグ2部Aグループ 5位
- 2015-2016 関東社会人リーグ2部Cグループ 5位
- 2016-2017 関東社会人リーグ2部Bグループ 3位
- 2017-2018 関東社会人リーグ2部Bグループ 2位
- 2018-2019 関東社会人リーグ2部Cグループ 優勝、順位決定戦：3位、関東社会人リーグ2部残留
- 2019-2020 関東社会人リーグ2部Cグループ 優勝、順位決定戦：2位、関東社会人リーグ1部昇格
- 2020-2021 リーグ戦中止
- 2021-2022 関東社会人リーグ1部 リーグ戦不参加
- 2022-2023 関東社会人リーグ1部 7位（2勝6敗）
- 2023-2024 関東社会人リーグ1部 8位（1勝6敗）、入替戦：不戦勝、関東社会人リーグ1部残留
- 2024-2025 関東社会人リーグ1部 4位（4勝3敗）